# 川勝邦夫
川勝 邦夫（かわかつ くにお、1944年2月 - ）は、日本の工学者。舞鶴工業高等専門学校名誉教授。専門は、教育工学、機械設計・溶接工学。JICA派遣専門家として海外技術教育支援を行う。京都府生まれ。

## 来歴・人物
1944年、京都府生まれ。1962年、京都府立園部高等学校機械科卒業。1967年、工学院大学工学部機械工学科卒業。1970年、工学院大学大学院工学研究科修士課程修了。神奈川県立神奈川工業高等学校の教諭を経て、舞鶴工業高等専門学校の教官となる。長年にわたり、国際協力機構（JICA）プロジェクトの派遣専門家として、東南アジア、アフリカ諸国の技術教育支援に尽力。また、教育実践論文コンクールにて、1978年文部大臣賞、2002年文部科学大臣賞を受賞する。2007年、舞鶴工業高等専門学校教授を定年退官。現在、京都府中小企業技術センターの地域技術コーディネーターなどを務める。令和4年春の叙勲において、瑞宝小綬章を受章した。

## 勲章
- 瑞宝小綬章（令和4年春の叙勲、経済産業省推薦）

## 主な論文
- 「機械製図と工作実習の組合せ教育」 日本設計製図学会誌10/48、1975年
- 「機械製図と工作実習と情報処理科目の組合せ教育」 日本設計製図学会誌13/62、1978年
- 「シンセシス教育をめざして」 技能訓練協会主催’78視聴覚教育実践論文コンクール、1978年（文部大臣賞受賞）
- 「設計製図と工作実習の展開のシステム化」 （社）日本工業教育協会発行工業教育31/3、1983年
- 「JICA専門家の海外生活心得」 JICA発行国際協力誌378/、1986年
- 「ニューアジアと高専教育」 関西工業教育協会高専部会誌高専教育20/、1987年
- 「ルワンダ共和国中等技術学校設計計画の基本設計に携わって」 国専協発行高専教育19/、1990年

## 著書
- 『NC工作機械の基礎』 （株）パワー社、1979年